# Ranischberg
Ranischberg ist ein Gemeindeteil des Marktes Isen im oberbayerischen Landkreis Erding.

## Lage
Der Haufenweiler Ranischberg besteht aus fünf Höfen am Ostrand von Isen, die in der Gemarkung Westach 800 bis 1100 Meter östlich des Isener Marktplatzes liegen.

## Geschichte
Ranischberg wurde 1461 erstmals erwähnt und bestand im Jahr 1739 aus 3 Anwesen. Der Ort gehörte ursprünglich zur Obmannschaft Steinsberg in der freisingischen Herrschaft Burgrain. Durch die Säkularisation gelangte die Herrschaft Burgrain in den Besitz Kurpfalz-Bayerns (ab 1806 Königreich Bayern).
Seit dem bayerischen Gemeindeedikt von 1818 war Ranischberg ein Teil der Gemeinde Westach. Im Rahmen der bayerischen Gebietsreform von 1972 schloss sich die damalige Gemeinde Westach am 1. April 1971 dem Markt Isen an.

## Bevölkerungsentwicklung
Um 1871 gab es in Ranischberg 14 Einwohner. Im Mai 1987 lebten dort 20 Einwohner in sechs Wohngebäuden.
| Jahr      | 1871 | 1925 | 1950 | 1970 | 1987 |
| Einwohner | 14   | 8    | 19   | 18   | 20   |